# 清瀬市立下宿図書館
清瀬市立下宿図書館（きよせしりつしたじゅくとしょかん）とは、東京都清瀬市が設置していた清瀬市立図書館の一つである。
清瀬市で3番目の図書館で、1977年（昭和52年）に下宿地域市民センター内に誕生したが、貸出者数の減少等を理由に、2025年（令和7年）3月に廃止された。

## 基本情報
- 所在地：　東京都清瀬市下宿2丁目524-1（下宿地域市民センター2階）
- 延床面積：　288㎡
- 蔵書：　図書36,819冊（うち児童資料11,480冊）、雑誌13種、新聞3種
- 来館者数：　18,057人
- 貸出冊数：　38,364冊（うち児童資料15,543冊）

## 沿革
1977年（昭和52年）8月5日、市民体育館・下宿地域市民センターの開館と同時に、センターの2階に設置された下宿図書館も開館される。記念式典等により一般開放は8月9日からで、開館時間は下表の通りである。児童書、約5,000冊でスタートし、一般書も含めて20,000冊の蔵書を目標としていた。図書館の隣には読書室も設けられた。
| 月   | 火                            | 水          | 木          | 金          | 土          | 日          |
| ---- | ----------------------------- | ----------- | ----------- | ----------- | ----------- | ----------- |
| 休館 | 13:00-17:00 （第1,3週は休館） | 13:00-17:00 | 13:00-17:00 | 13:00-17:00 | 13:00-17:00 | 13:00-17:00 |

### 年表
- 1977年（昭和52年）8月5日 - 下宿地域市民センター内に開館
- 2025年（令和7年）3月31日 - 廃止